# Adam Pasiewicz
Adam Stefan Pasiewicz (ur. 16 grudnia 1893 w Wiśniowczyku, zm. 19 września 1939 na Kępie Oksywskiej) – podoficer Legionów Polskich i armii austriackiej, oficer Wojska Polskiego, kawaler Orderu Virtuti Militari.

## Życiorys
Urodził się w rodzinie Jana i Wiktorii z d. Michalska. 29 czerwca 1913 zakończył naukę w C. K. Gimnazjum Arcyksiężniczki Elżbiety w Samborze. Student prawa na Uniwersytecie Lwowskim. Członek „Sokoła”. Podczas próby wcielenia do armii austriackiej odmówił złożenia przysięgi. Od 1 marca 1915 w Legionach Polskich. Po ukończeniu szkoły podoficerskiej przydzielony do 1 kompanii, I batalionu 4 pułku piechoty Legionów Polskich.
Szczególnie odznaczył się m.in. 31 lipca 1915 w bitwie pod Jastkowem, gdzie „pod silnym ogniem przeciwnika przecinał zasieki z drutu kolczastego. /.../ Wyróżnił się też w służbie patrolowej pod Optową, Sitowiczami i Rudką Mireńską”. Za te postawy został odznaczony Orderem Virtuti Militari.
Po kryzysie przysięgowym w 1917 wcielony do armii austriackiej, następnie na urlopie na naukę w Szkole Oficerskiej w Radymnie. Od 1 listopada 1918 członek POW, został aresztowany przez Ukraińców i więziony przez 6 miesięcy. 
Od 28 maja 1919 w szeregach 4 pułku piechoty. 15 lipca tego roku został mianowany z dniem 1 czerwca 1919 podporucznikiem w piechocie. 14 lipca 1920 został przeniesiony do 51 pułku strzelców, lecz już 11 października wrócił do 4 pułku piechoty. W 1923 ukończył studia prawnicze. 3 maja 1926 został mianowany kapitanem ze starszeństwem z 1 lipca 1925 i 52. lokatą w korpusie oficerów piechoty. W 1937 przeniesiony do Kaszubskiego Batalionu Obrony Narodowej w Pucku na stanowisko dowódcy batalionu. Obowiązki dowódcy batalionu łączył z funkcją komendanta 202 Obwodu Przysposobienia Wojskowego Gdynia. W marcu 1939, w tym samym stopniu i starszeństwie, zajmował 21. lokatę w korpusie oficerów administracji, grupa administracji. Batalionem dowodził do 31 sierpnia 1939.
Podczas wojny obronnej walczył w obronie wybrzeża na stanowisku dowódcy kompanii. Bronił Gdyni, poległ w okopach podczas bitwy o Kępę Oksywską.
Pochowany na Cmentarzu Obrońców Wybrzeża w Gdyni-Redłowie. Był żonaty, nie miał dzieci.

## Ordery i odznaczenia
- Krzyż Srebrny Orderu Wojskowego Virtuti Militari nr 6238 – 17 maja 1922[1][7][8][9]
- Krzyż Niepodległości[1]
- Krzyż Walecznych – trzykrotnie[1]
- Złoty Krzyż Zasługi[10]
- Srebrny Krzyż Zasługi[10]